# 軍用
| ウィキペディアには「軍用」という見出しの百科事典記事はありません（タイトルに「軍用」を含むページの一覧/「軍用」で始まるページの一覧）。 代わりにウィクショナリーのページ「軍用」が役に立つかもしれません。 |